# 巴山游擊隊指揮部舊址
巴山游擊隊指揮部舊址位於四川省巴中市南江縣，文物遺址年代判定為1935年。2007年6月1日公佈為四川省第七批文物保護單位。